# Nicocles reinhardi
Nicocles reinhardi är en tvåvingeart som beskrevs av Stanley Willard Bromley 1934. Nicocles reinhardi ingår i släktet Nicocles och familjen rovflugor.
Artens utbredningsområde är Texas. Inga underarter finns listade i Catalogue of Life.